# موزه بوده

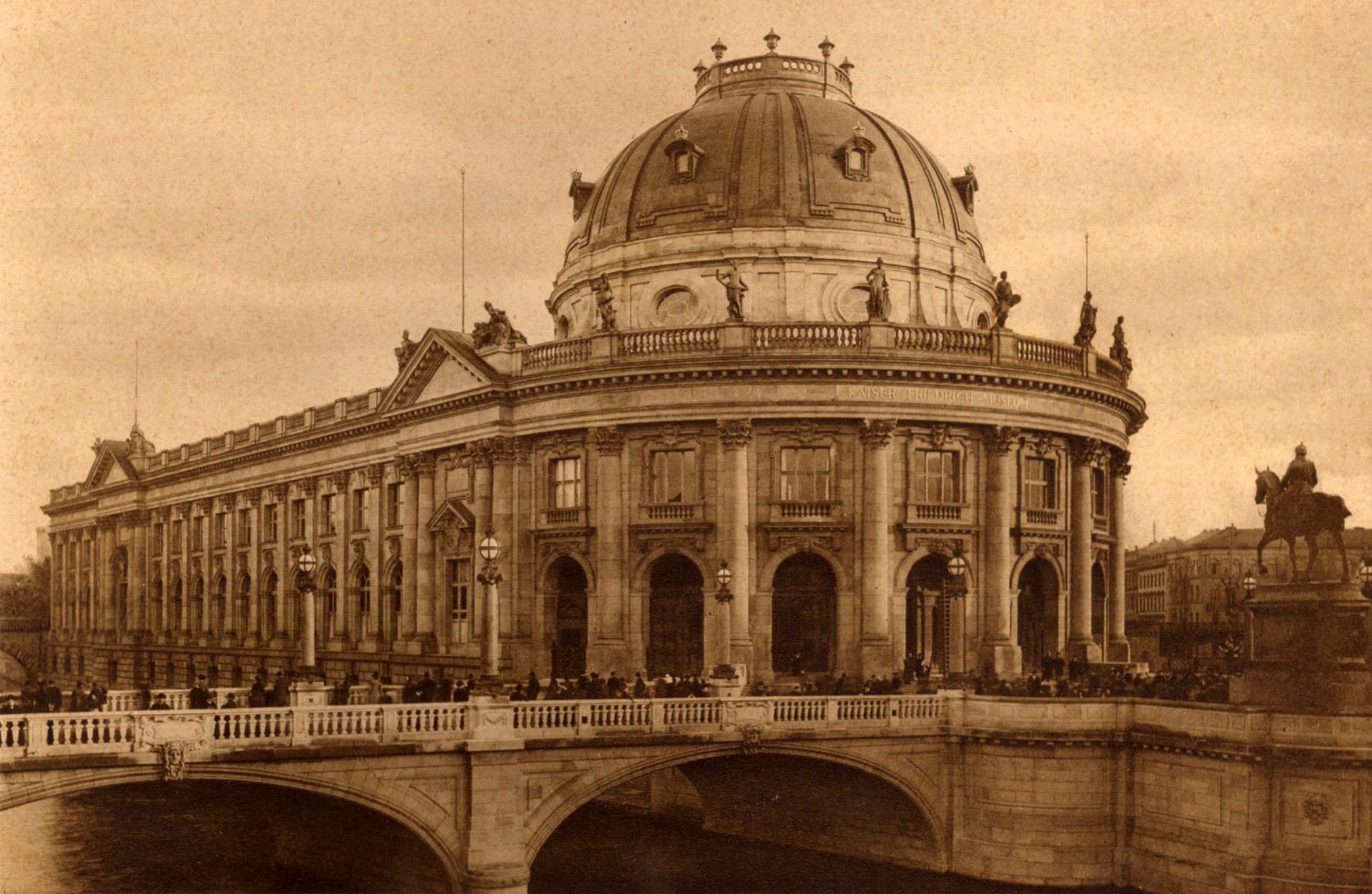
موزه بوده در سال ۱۹۰۴

موزه بوده (آلمانی: Bode-Museum) با نام سابق کایزر فریدریش، موزهای در جزیره موزه‌ها در برلین آلمان است. این موزه یک بنای تاریخی حفاظت شده‌است. این موزه توسط معماری به نام ارنست فون اینه، طراحی شد و ساخت آن در سال ۱۹۰۴ میلادی به پایان رسید. در اصل موزه بوده پس از امپراتور فریدریش سوم، موزه کایزر فریدریش نامیده می‌شد؛ در سال ۱۹۵۶ نام موزه به افتخار نخستین موزه‌دار آن، ویلهلم فون بوده، تغییر کرد.

## کلکسیون‌ها
در سال ۱۹۹۷، موزه برای تعمیر بسته شد و پس از یک نوسازی که ۱۵۶ میلیون یورو هزینه برداشت؛ در ۱۸ اکتبر ۲۰۰۶ دوباره باز شد. با توجه به روش مؤسس آن، ویلهلم فون بوده که به ترکیب کلکسیونهای هنری باور داشت، امروزه این موزه خانه کلکسیون‌هایی از هنر بیزانسی، تندیس‌گری، سکهها و مدالهاست. نمایش این آثار هم بر اساس تاریخ و هم بر اساس زادگاه آنهاست؛ در طبقه اول موزه آثار متعلق به هنرهای بیزانس و گوتیک از شمال و جنوب اروپا به صورت جداگانه نمایش داده شده‌اند و در طبقه دوم موزه نیز آثار مشابه طبقه اول اما بر اساس سبک رنسانس یا باروک به نمایش گذاشته شده‌اند.
کلکسیون تندیس‌گری آثاری از بیزانتیوم و راونا، قرون وسطی، هنر ایتالیایی و گوتیک، مسیحیت شرقی و رنسانس اولیه را نمایش می‌دهد. آثار قدیمی آلمانی نیز شامل آثاری از تیلمان ریمنشنایدر، رنسانس آلمانی جنوبی و هنر باروک پروسی در حدود قرن هیجدهم است. در آینده آثاری برگزیده از موزهٔ گملده‌گالری در کلکسیون تندیس‌گری گردآورده خواهند شد.
در موزه بوده حدود ۱۰۲ هزار سکه دوران یونان باستان و بیش از ۵۰ هزار سکه دوران امپراتوری روم نگهداری می‌شوند.

## نگارخانه

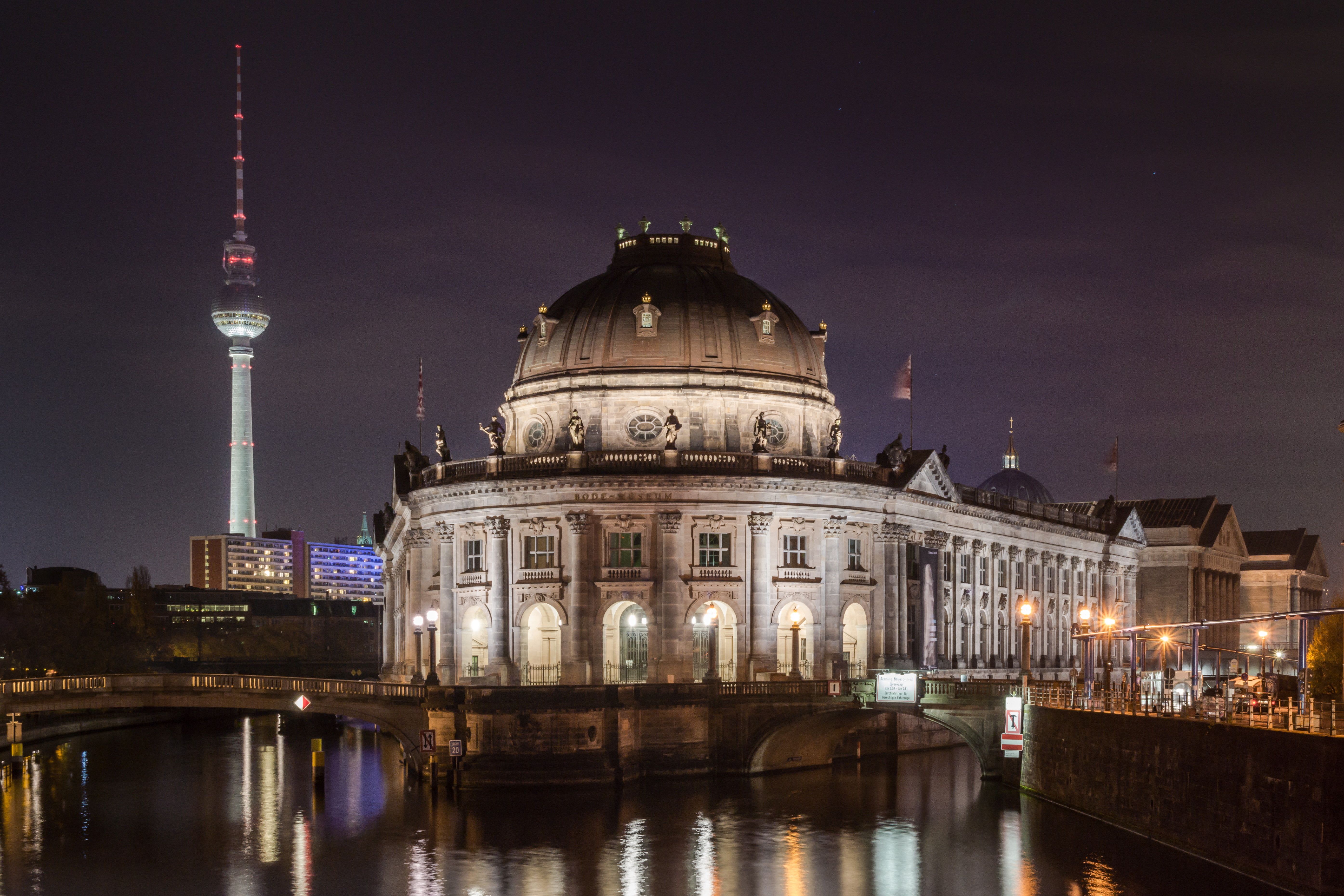
در شب
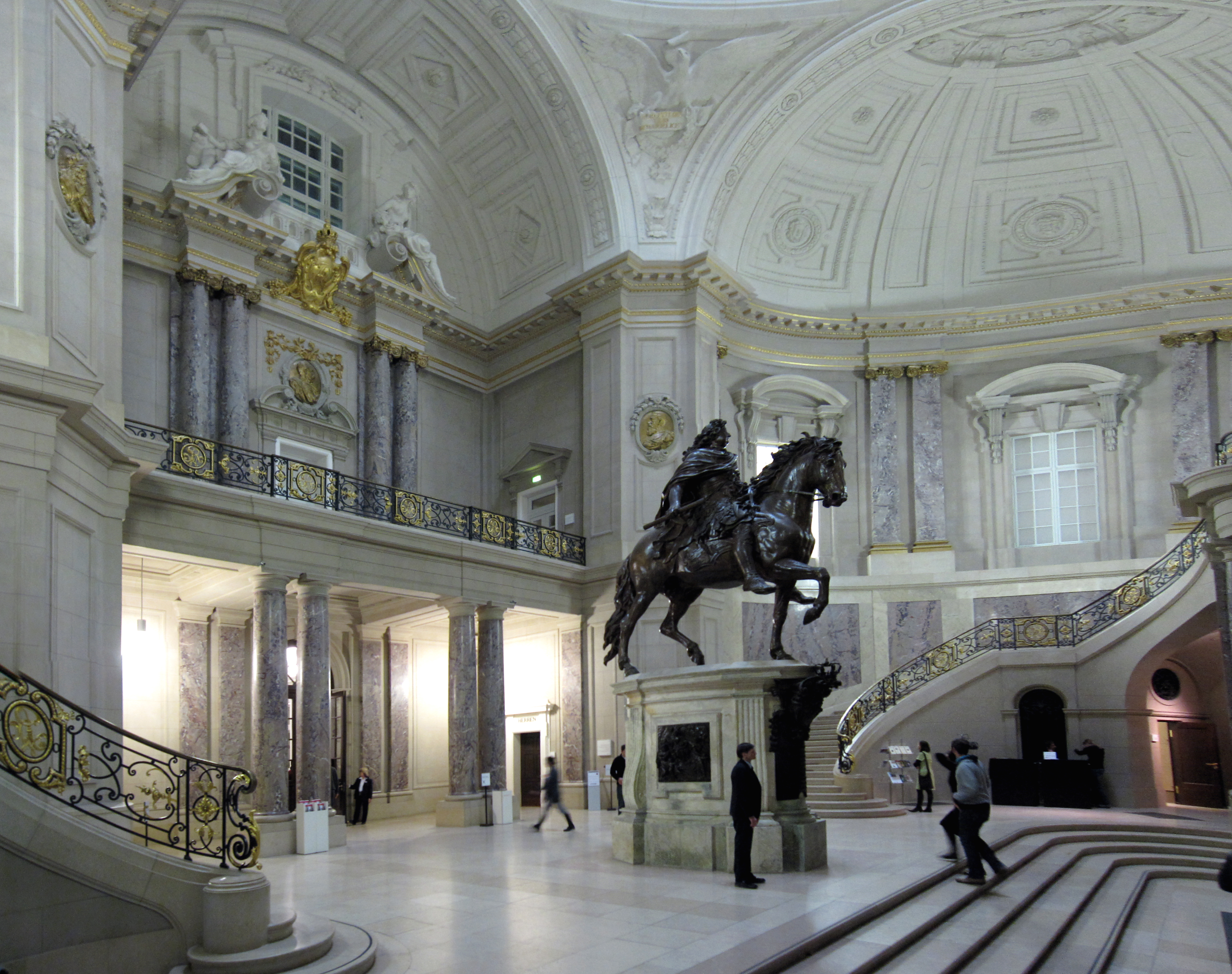
تالار ورودی
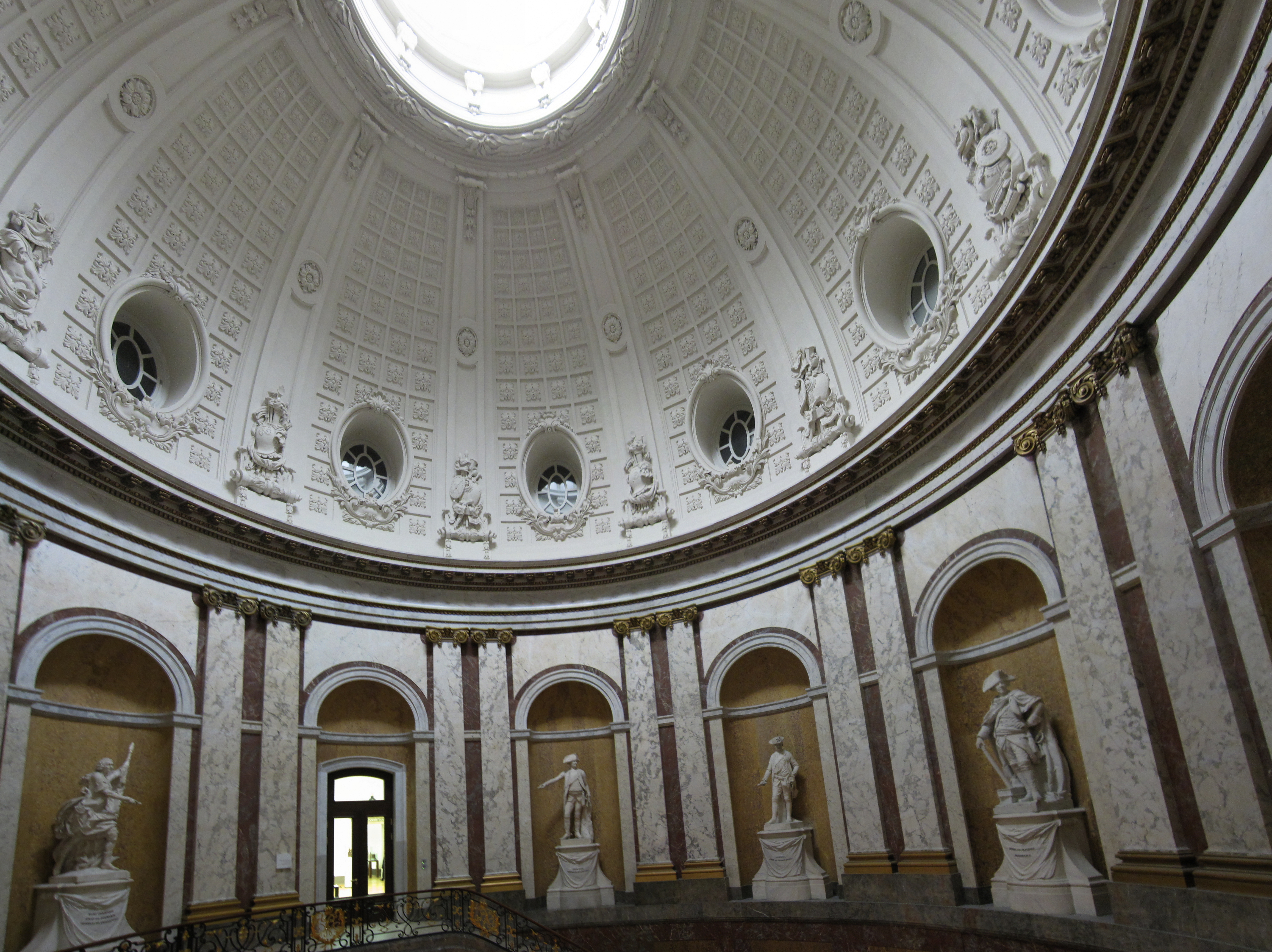
گنبد
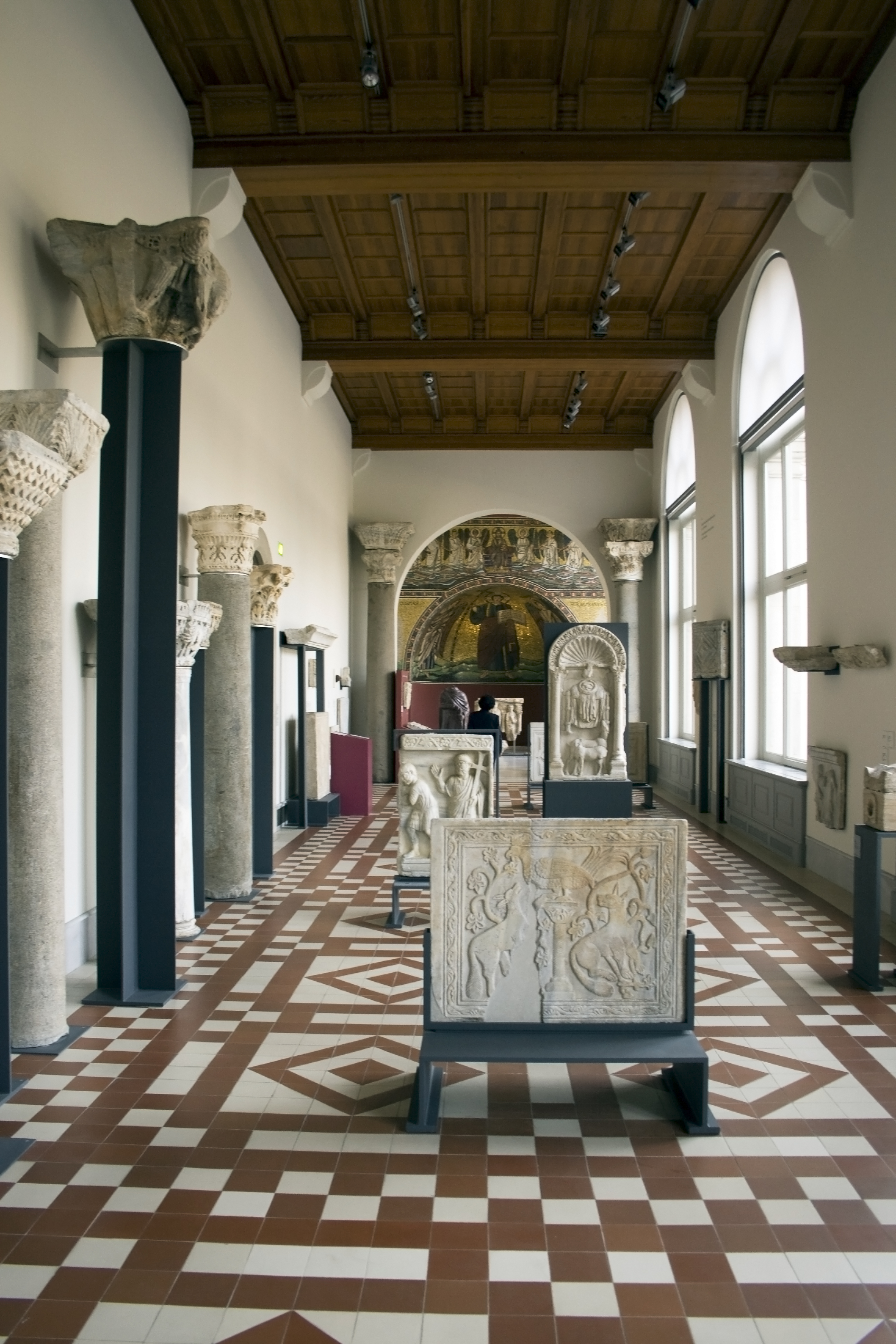
کلکسیون بیزانسی
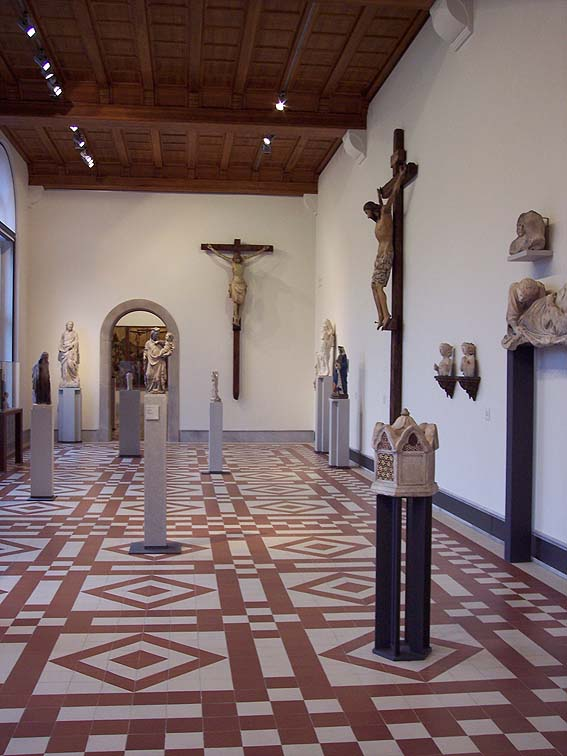
اتاق قرن چهاردهم ایتالیا